# Makrobiotyka
Ten artykuł opisuje teorie, metody lub czynności niezgodne ze współczesną wiedzą medyczną.
Makrobiotyka lub dieta makrobiotyczna (z języka greckiego μακρóς, duży i βιοτικóς, dotyczący życia) – rodzaj diety, mającej według jej zwolenników zapobiegać chorobom, zapewniać dobre samopoczucie oraz sprawiać, że stosująca ją osoba nie będzie podatna na niespodziewane pogorszenie zdrowia, a nawet nie będzie ulegała wypadkom. Wstępne założenia makrobiotyki prawdopodobnie powstały na przełomie XVII i XVIII w Japonii, w pierwszej połowie jej samoizolacji (w latach 1639-1853 w okresie panowania Rodu Tokugawa). Rozwinięcie o dietę japońskiego buddyzmu zen było reakcją na wcześniejszą chrystianizację i próbę kolonizacji Japonii oraz pogorszenie kondycji miejscowej ludności. Mimo że założenia pochodzą z Japonii, jej podstawa wywodzi się z chan (buddyzmu) i opiera się na konieczności zrównoważenia domniemanych energii jin i jang (yin i yang), zwłaszcza w spożywanych produktach lub w stosowanych technikach gotowania i naczyniach kuchennych. Zrównoważenie dotyczy również domniemanej energii jin i jang środowiska, z którego pozyskiwany jest pokarm, faktycznie realizowane przez ograniczenie produktów mięsnych w diecie. 
Za twórcę diety makrobiotycznej bywa uznawany George Ohsawa, który około roku 1920 sformalizował i opisał dietę makrobiotyczną, bazującą na zmodyfikowanym przez siebie tradycyjnym japońskim modelu żywienia z okresu Edo. 
Słowo zostało sformułowane przez Christopha Wilhelma Hufelanda z Niemiec w jego książce "Makrobiotik, oder die Kunst das menschliche Leben zu verlängern" ("Makrobiotyka, albo Sztuka Wydłużania Ludzkiego Życia") z 1796 roku .

## Historia i filozofia
Początki makrobiotyki wiązały się z chęcią wymuszenia przez rządzący Japonią ród Tokugawa powrotu do tradycyjnego modelu żywieniowego (tradycyjnych produktów, metod gotowania, naczyń oraz formy spożywania posiłku). W pierwszej kolejności zmiany wprowadzano poprzez nakazy prawne, być może w tym okresie zakazano spożywania mięsa. Wiązało się to ze zmianami w modelu żywieniowym, jakie zaszły w latach wcześniejszych pod wpływem zwłaszcza portugalskich misjonarzy. Wówczas w modelu żywieniowym pojawiała się zwiększona ilość mięsa, w tym nieznana wcześniej wieprzowina. Zanotowano też pojawienie się spożycia wina w znacznych ilościach, wprowadzenie dań przygotowanych nowymi technikami jak tempura, eliminacja dań surowych czy zmiana tradycyjnego sposobu spożywania posiłków. Nowy model żywieniowy w opinii władz był niedostosowany do charakterystyki Japonii, gdzie brakowało np. terenów pod uprawę winorośli, i był jednym z powodów kryzysu japońskiej wsi w okresie Edo (przyjmuje się, że kryzys wsi japońskiej rozpoczął się od krwawo stłumionego buntu chłopów w 1637/1638, czyli w 35 roku okresu Edo, jednak głód na wsi panował przed tym wydarzeniem). Nakazy prawne okazały się niewystarczające i aby wzmocnić trend powrotu do tradycyjnego modelu żywieniowego powiązano go na filozofią buddyzmu zen. Wprowadzony ponownie model żywieniowy zaczął być postrzegany jako prozdrowotny i zapewniający długie życie. Dieta była w ten sposób również postrzegana przez holenderskich kupców, z którymi legenda diety przedłużającej życie dotarła do Europy.
Na przestrzeni lat zakres i zasady makrobiotyki ewoluowały. Początkowo (do końca XVIII wieku) za nadrzędną zasadę uważano konieczność zachowania równowagi, wywodzącą się z idei współistnienia domniemanych energii jin i jang. Oznaczało to np. konieczność zachowania równowagi pomiędzy pracą a spożywaniem posiłków. Oznaką braku równowagi była otyłość notowana wśród obecnych w Japonii Europejczyków. Głoszono również konieczność zachowania zasad minimalizmu, prostoty i pierwotności (surowości), co przekładało się między innymi na rezygnację z przypraw, potraw znacznie przetworzonych czy mięsa zwierząt hodowlanych na rzecz myślistwa i rybołówstwa. Odrzucano również rytuały na rzecz wspólnego przygotowywania posiłków. W tej pierwotnej postaci filozofia zafascynowała Europejczyków i zyskała miano makrobiotyki.
Ważnym elementem były odrodzone w okresie Edo pierwotne założenia buddyzmu, to jest: zakaz hodowli zwierząt na mięso, mleko lub jaja – jako naruszanie domniemanej naturalnej równowagi energetycznej przyrody (dopuszczano łowiectwo i rybołówstwo), nakaz wykorzystywania wszystkich części spożywanych zwierząt (np. spożywanie rybich resztek w postaci sfermentowanej lub marynowanej) oraz zakaz stosowania technik znacznego przetwarzania roślin (np. tłoczenie olejów). 
W latach późniejszych zaczęto domniemaną energię jin i jang przypisywać konkretnym produktom spożywczym na podstawie wielu właściwości: kwaśnego bądź słodkiego smaku, miejsca, w którym dany produkt rósł (teren podmokły albo suchy), z jakiej części rośliny pochodzi, a także jego koloru, kształtu, aromatu czy konsystencji. Za nadrzędną zasadę uważano zrównoważenie jin i jang poprzez mieszanie składników potraw, np. połowę składników stanowiły owoce ziemi, a połowę owoce morza. Zasady te zostały sformalizowane w drugiej połowie XIX wieku przez japońskiego lekarza, który nazywał się Sagen Isuzuka. Zasady Isuzuki były niedostępne dla Europejczyków, ponieważ kładł on szczególny nacisk na spożywanie potraw znanych wyłącznie w Japonii, takich jak algi morskie, daikon czy kudzu. 
W pierwszej połowie XX wieku zasady makrobiotyki przybrały formę sformalizowaną i opisaną przez George'a Ohsawę, który opracował dietę prowadzącą w dziesięciu stopniach do osiągnięcia idealnego stosunku jin i jang wynoszącego 5:1. Według tej koncepcji przeważają potrawy zwane "zimnymi", to jest pokarmy słodkie, bez wyraźnego aromatu, zboża, wodorosty, nabiał, owoce morza, nad pokarmami "gorącymi", to jest kwaskowatymi owocami, ostrymi przyprawami, produktami o intensywnym aromacie, mięsem, używkami. Równocześnie Ohsawa dopuszcza odmienne od tradycyjnych japońskich sposobów metody przyrządzania potraw: dopuszcza stosowanie białego cukru, soli, oleju, kiszenie, tempurę, grillowanie. Ponadto Ohsawa wyróżnia siedem oznak zdrowia, których zachowanie jest bezpośrednio zależne od zbilansowania diety: brak zmęczenia, apetyt, dobry sen, dobra pamięć, dobry humor, jasność umysłu (też: refleks) oraz pozytywne nastawienie do otoczenia (zwane wdzięcznością).
W drugiej połowie XX wieku makrobiotyka przestała być ściśle wiązana z kulturą Japonii, produktami typowo japońskimi i buddyzmem zen ze względu na powiązania z nacjonalizmem japońskim okresu drugiej wojny światowej. W zamian pojawiają się odniesienia do kultury chińskiej, zachęta do spożywania lokalnych produktów (np. w Polsce produktów polskich), produktów organicznych i przygotowywania potraw w sposób ekologiczny.  

## Założenia diety makrobiotycznej
Dieta makrobiotyczna nie ma jasno i precyzyjne określonego składu produktowego oraz istnieje wiele odmian funkcjonujących w poszczególnych krajach, które znacznie się od siebie różnią. Dieta może być dopasowywana do położenia geograficznego i etapu życia, w którym znajduje się osoba stosująca dietę. Najczęściej stosowaną jest prawdopodobnie odmiana zwana "japońską", choć nie zakłada ona stosowania regionalnych produktów spożywczych. Dieta w tej odmianie zakłada znaczą przewagę domniemanej energii jin w produktach oraz równoważenie jej domniemaną energią jang wprowadzaną do pożywienia za pomocą metod przygotowania, używanych naczyń lub specyficznych rytuałów, które towarzyszą spożywaniu posiłków. Dla diety "w odmianie japońskiej" można wyróżnić następujące ogólne zalecenia żywieniowe: 
- Pełne ziarna zbóż (rozdrobnione) – 40-60% dziennego spożycia (zwłaszcza ryż brązowy lub soba, onigiri, okazjonalnie udon),
- Warzywa – 20-30% dziennego spożycia,
- Nasiona roślin strączkowych, produkty z nasion roślin strączkowych – 5-10% dziennego spożycia,
- Zupy miso, soja – ok. 5% dziennego spożycia,
- Algi morskie, wakame, nori, kombu – ok. 5% dziennego spożycia,
- Owoce i produkty okresowe, spożywane na surowo lub przetwarzane metodami naturalnymi – 5-10% dziennego spożycia (dopuszczalne są: kiszonki, produkty fermentowane, np. shiokara lub mirin – rodzaj przyprawy zawierającej alkohol),
- Ryby i inne owoce morza (surowe), inne ziarna, orzechy, masła orzechowe, daikon, imbir i inne potrawy, a także inne napoje – pozostała część dziennego spożycia nie częściej niż trzy razy w tygodniu. Zastrzeżenie: daikon czyli rzodkiew japońska ze względów historycznych (znaczenie w okresie Edo) nie jest tu zaliczana do warzyw, lecz jest traktowana jako zamiennik produktów zbożowych (analogicznie do ziemniaka w kuchni polskiej).

Produkty niedopuszczalne lub dopuszczalne w niektórych odmianach:
- Słodycze - dopuszczalne jedynie w niektórych odmianach tradycyjnych (dopuszczalne według założeń Ohsawy),
- Sól - dopuszczalna jedynie w niektórych odmianach (dopuszczalna według założeń Ohsawy),
- Przyprawy aromatyczne, wasabi - dopuszczalne jedynie w niektórych odmianach (np. diety według Isuzuki),
- Produkty mleczne, sery - zabronione,
- Jajka, drób - zabronione, niektóre odmiany dopuszczają raz w miesiącu,
- Mięso - zabronione lub dopuszczalne okresowo, ale do stosowania nie częściej niż raz w miesiącu, tylko dziczyzna.

Sposób przygotowania i podawania produktów:
- Naczynia kuchenne wykonane z drewna, szkła lub stali - nie dopuszcza się naczyń glinianych, miedzi i jej stopów, plastiku, powłok teflonowych,
- Gotowanie lub smażenie na ogniu - dozwolony jest jedynie tak zwany "żywy ogień", a więc z drewna lub z gazu, nie dopuszcza się stosowania węgla lub urządzeń elektrycznych, w tym piekarników lub mikrofalówek,
- Zakaz mrożenia produktów,
- Obróbka krótkotrwała - gotowanie i smażenie powinno być jak najszybsze, nie dopuszcza się długotrwałego gotowania, dopuszcza się użycie szybkowarów,
- Potrawy jednogarnkowe, czystość produktów - wskazane jest wspólne poddawanie produktów obróbce termicznej, według innego wskazania zabronione jest rozgotowywanie produktów, ich miksowanie i przecieranie, a podczas podania produkty powinny być oddzielone od siebie, co jest nazywane zachowaniem czystości składników[12],
- Wspólne spożywanie posiłków, ucztowanie - ważnym elementem jest obecność osoby przygotowującej jedzenie, wskazane jest, aby pożywienie było przygotowane w tym samym miejscu, w którym jest spożywane (kucharz przygotowuje pożywienie przy gościach, a w restauracjach powinny być otwarte kuchnie),
- Brak odpadków lub resztek.

Produkty występujące we współczesnych modyfikacjach diety, zwłaszcza w odmianie zachodniej lub amerykańskiej:
- Olej - dieta tradycyjna nie dopuszcza stosowania olejów, dopuszczenie oleju do przygotowania potraw, np. tempury, ale bez jego spożywania, postulował Ohsawa. Obecnie według diety zmodyfikowanej przez Michio Kushi stosuje się olej codziennie[13],
- Ziemniaki, dynia, kukurydza, pszenica, owies - Kushi dopuszcza również inne dania, nieznane i niestosowane w odmianie japońskiej, zwłaszcza dostosowując dietę do pory roku, ziemniaki są zalecane do stosowania sporadycznego (zimą), latem i jesienią zaleca spożywać dynię (codziennie), pozostałe zboża są dopuszczalne w ograniczonych ilościach[13],
- Papierosy, kawa, mocne alkohole, czekolada - w tradycji japońskiej nie były znane lub były zabronione, współczesne modyfikacje czasami dopuszczają używki jako źródło czystej domniemanej energii jang[14][15],
- Cukier krystaliczny - do około 1930 roku nie był obecny w diecie japońskiej, potem był dopuszczony i zalecany do codziennego spożycia jako źródło czystej domniemanej energii jin, a po modyfikacjach z lat 70. jest produktem zabronionym[15],
- Inne produkty regionalne - koncepcja z lat 80. zakłada niemal całkowite odejście od alg morskich i innych produktów typowo japońskich na rzecz sałat i innych zielonych części roślin (od 10% do 20% dziennego spożycia w zależności od pory roku i strefy klimatycznej, w której żyje osoba stosująca dietę)[12].

Kompozycja dań makrobiotycznych:
Dania komponuje się na podstawie domniemanych energii produktów spożywczych oraz ewentualnie metod przygotowania, które według zwolenników mogą zwiększać lub obniżać ilość energii jang. Ponieważ ilość energii jin i jang w produktach jest niemierzalna, kolejni teoretycy makrobiotyki określali ich ilość arbitralnie, tak jak np. w przypadku cukru.
Według makrobiotyki nie istnieje energia wypadkowa pożywienia, co wynika z koncepcji taiji: domniemane energie jin i jang współistnieją nierozerwalnie, przenikając się, ale nie znoszą się, nie mieszają i nie wyrównują. Istnienie jednej, innego rodzaju energii "chi", która występuje pod różnymi postaciami, zdolnymi do wzajemnego mieszania się i uśredniania, jest głoszona przez odmienną do makrobiotyki "kuchnię 5 przemian".
Równowaga pomiędzy energiami była różnie definiowana na przestrzeni lat. Początkowo głoszono konieczność uzyskania doskonałej równowagi pomiędzy jin i jang oraz niemal całkowitego ograniczenia procesów modyfikujących stan energetyczny pokarmów (ograniczenie obróbki termicznej, zakaz mrożenia, zakaz stosowania przypraw). W kolejnych latach głoszono konieczność takiego komponowania posiłków, aby energii jin było pięciokrotnie więcej niż energii jang. W kolejnych latach stworzono koncepcję, która wciąż jest w pewnym stopniu uznawana, według której w pożywieniu jest nadmiar energii jin, ale równoważy się ją za pomocą czynności dostarczających domniemaną energie jang (palenie tytoniu, ćwiczenia fizyczne lub określone zachowania seksualne). Współczesne praktyki ponownie bazują na konieczności idealnego zrównoważenia domniemanych energii jin i jang, przy czym nie tylko w produktach, ale także np. w środowisku, z którego pochodzą produktu spożywcze.

## Właściwości odżywcze diety i jej wpływ na zdrowie
Większość wariantów diety makrobiotycznej, w tym wszystkie odmiany proponowane przez Ohsawę, nie zawierają wszystkich niezbędnych składników odżywczych. Osoby stosujące dietę makrobiotyczną są narażone na zwiększone ryzyko wystąpienia anemii oraz ryzyko zachorowania na szkorbut. Występujące niedobory innych składników (poza żelazem i witaminą C) są zależne od odmiany diety makrobiotycznej. W przypadku odmian współczesnych, które zalecają spożywanie ryb i oleju ,występują natomiast niedobory witaminy A oraz witaminy D.
Pierwotne wersje japońskiej diety makrobiotycznej (z okresu Edo) były powiązane z niedoborami żywieniowymi, a nawet ze śmiercią, jednak mogło to wynikać przede wszystkim z sytuacji ekonomicznej ówczesnej Japonii (głód). Zgodnie ze współczesną wiedzą dieta tego rodzaju jest szkodliwa, zwłaszcza dla osób wykazujących zwiększone zapotrzebowanie na składniki odżywcze (wykonujących ciężką pracę, chorych, rekonwalescentów). U dzieci niedobory żywieniowe wynikające z diety makrobiotycznej mogą prowadzić do awitaminozy, a w konsekwencji do takich chorób jak np. ślepota zmierzchowa. Badania wpływu diety makrobiotycznej na stan zdrowia kobiet ciężarnych lub karmiących piersią nie były prowadzone, niemniej zgodnie z dzisiejszym stanem wiedzy niedobory żywieniowe mogą prowadzić do wad płodu lub chorób dziecka w wieku niemowlęcym.

## Właściwości przeciwnowotworowe
Przed 1980 rokiem dieta makrobiotyczna była propagowana głównie jako dieta poprawiająca jakość życia oraz nastrój lub zapewniająca zachowanie dobrej kondycji w podeszłym wieku. Około 1980 roku, mimo braku jakichkolwiek dowodów, pojawiły się liczne publikacje zalecające dietę makrobiotyczną, w tym książka współautorstwa Michio Kushi z 1982 roku zatytułowana "Cancer and heart disease: the macrobiotic approach to degenerative disorders", wprost stwierdzająca, że dieta makrobiotyczna jest podstawowym i wyłącznym środkiem prowadzącym do wyleczenia z choroby nowotworowej.   
Późniejsza analiza dostępnych wyników badań wykazały fałszywość tez o przeciwnowotworowym działaniu tej diety. Brytyjski Instytut Cancer Research of UK w konkluzji stwierdza, że nie istnieją jakiekolwiek dowody na to, że dieta makrobiotyczna może przeciwdziałać lub leczyć raka lub jakąkolwiek inną chorobę. Amerykańskie stowarzyszenie American Cancer Society wskazuje, że w przypadku osób chorych na nowotwory właściwym jest stosowanie diety ubogo-tłuszczowej i bogatej w błonnik, a ścisłe przestrzeganie diety makrobiotycznej może doprowadzić do pogorszenia stanu zdrowia
Pomimo tego, że dieta makrobiotyczna była prezentowana jako dieta, która leczy nowotwory, Michio Kushi i jego żona Aveline Kushi – propagatorzy diety makrobiotycznej w USA –  chorowali na nowotwory. Podobnie ich córka Lily, która zmarła na raka szyjki macicy 9 stycznia 1995 roku. U jej matki również zdiagnozowano tę samą chorobę w 1993 roku i zmarła ona 3 lipca 2001 roku. U Michio Kushiego w roku 2004 wykryto raka okrężnicy, który został usunięty operacyjnie.